# WMO:s molnklassificering
WMO, World Meteorological Organization, ansvarar för en molnklassificering som är mycket använd. Den bygger på molnens utseende samt höjd till molnbasen. Den baseras på ett schema utvecklat av den engelske meteorologen Luke Howard 1802. Howard inspirerades av Carl von Linnés terminologi och systematik för växter. Howards system har sedan utvecklats vidare där särskilt kan nämnas bidrag från Ludwig Kaemtz, Émilien Renou, Hugo Hildebrand Hildebrandsson och Ralph Abercromby samt vidare arbete inom WMO. Redan 1896 kom den första versionen av Internationell Molnatlas ut, som genom WMO:s försorg kommit ut i flera revisioner, senast 1987.
Man urskiljer tio huvudmolnslag (släkten). Huvudmolnslagen delas vidare upp i arter. För att ytterligare beskriva ett moln kan man även lägga till specialformer, ytterligare kännetecken och följemoln samt modermoln.

## Huvudmolnslag

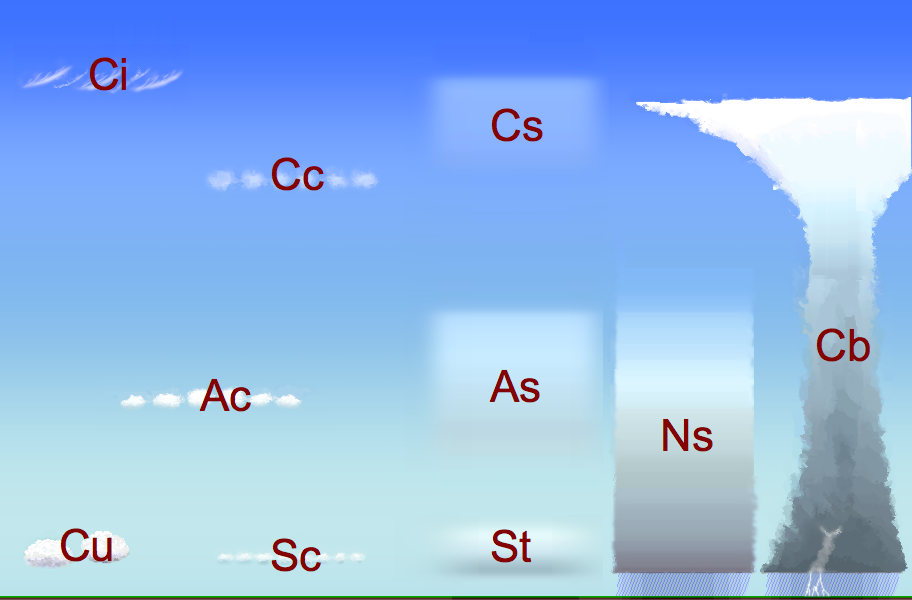
Huvudmolnslag.

Huvudmolnslagen (även kallat molnsläktena) namnes efter de latinska orden cirrus (hårlock, fjun), cumulus (hög, stapel), stratus (breda ut, sträcka ut), nimbus (nederbörd) samt altus (på hög höjd). Huvudmolnslagen är
- cirrus, fjädermoln, förkortning: Ci
- cirrostratus, slöjmoln, Cs
- cirrocumulus, makrillmoln Cc
- altostratus, skiktmoln, As
- altocumulus, böljemoln, Ac
- stratus, dimmoln, St
- stratocumulus, valkmoln, Sc
- cumulus, stackmoln, Cu
- nimbostratus, regnmoln, Ns
- cumulonimbus, by- eller åskmoln, Cb

Ett visst moln kan endast tillhöra ett huvudmolnslag (släkte), men ett molnslag kan övergå från att vara ett till att bli ett annat.

## Molnarter
För att ytterligare beskriva ett moln kan man till huvudmolnslaget lägga ett artnamn. Ett och samma artnamn kan användas inom olika huvudmolnslag. Exempelvis används arten lenticularis för linsformade moln, vilket kan förekomma hos cirrocumulus, altocumulus och stratocumulus. Ett givet moln kan som mest tillhöra en art, det behöver inte tillhöra någon art alls. Exempelvis har Nimbostratus inga arter.
Molnarterna är

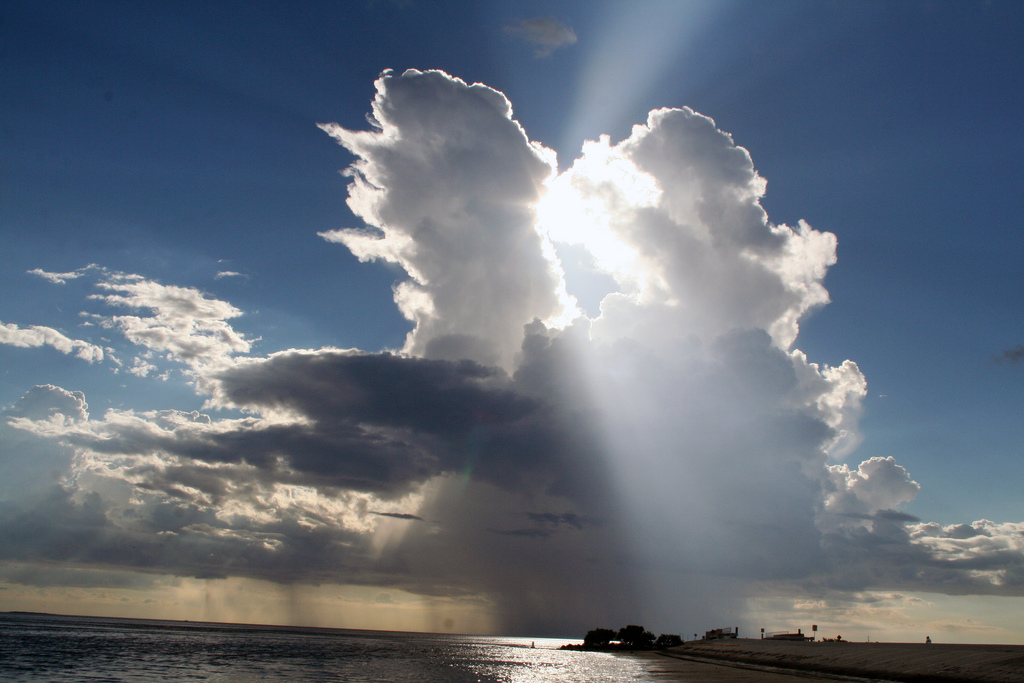
Calvus.

Lenticularis.

- calvus (cal) - cumulonimbus utan cirrusinslag
- capillatus (cap) - cumulonimbus med cirrusinslag
- castellanus (cas) - moln med cumulusliknande utväxter
- congestus (con) - cumulus med stor vertikal utsträckning
- fibratus (fib) - fristående moln eller tunn molnslöja av trådar som ej slutar i krokar
- floccus (flo) - tofsliknade moln med sönderriven nedre del, ofta med virga
- fractus (fra) - moln med sönderrivet utseende
- humilis (hum) - cumulus med endast liten vertikal utsträckning
- lenticularis (len) - linsformad med skarpa ytterkonturer
- mediocris (med) - cumulus med måttlig vertikal utsträckning
- nebulosus (neb) - diffus slöja utan detaljer
- spissatus (spi) - gråaktig (ej helt vit) cirrus
- stratiformis (str) - horisontellt vidsträckt
- uncinus (unc) - cirrus med krok

## Specialformer
Ytterligare framträdande drag hos ett moln kan beskrivas med en eller flera specialformer. Samma specialform kan finnas i olika huvudmolnslag. Ett givet moln kan ha flera specialformer.
Specialformerna är:
- duplicatus (du) - "dubblerad", "i flera lager", moln flera, delvis sammansmälta skikt
- intortus (in) - "hopsnodd", cirrus med oregelbundet böjda trådar
- lacunosus (la) - "försedd med hål eller fåror", moln med regelbundet hålmönster
- opacus (op) - "ogenomskinlig", moln som är tillräckligt täta för att inte avslöja solens eller månens läge
- perlucidus (pe) - "tillåtande ljus att tränga igenom (mellan molnsegmenten)", moln i vidsträckta flak, men med tydliga luckor
- radiatus (ra) - "strålformad", moln i parallella band
- translucidus (tr) - "genomskinlig", moln som är tillräckligt genomskinliga för att visa solens eller månens läge
- vertebratus (ve) - "revbenslik", fiskskelettsliknande cirrus
- undulatus (un) - "vågig", moln i vågformade skikt

## Ytterligare kännetecken och följemoln

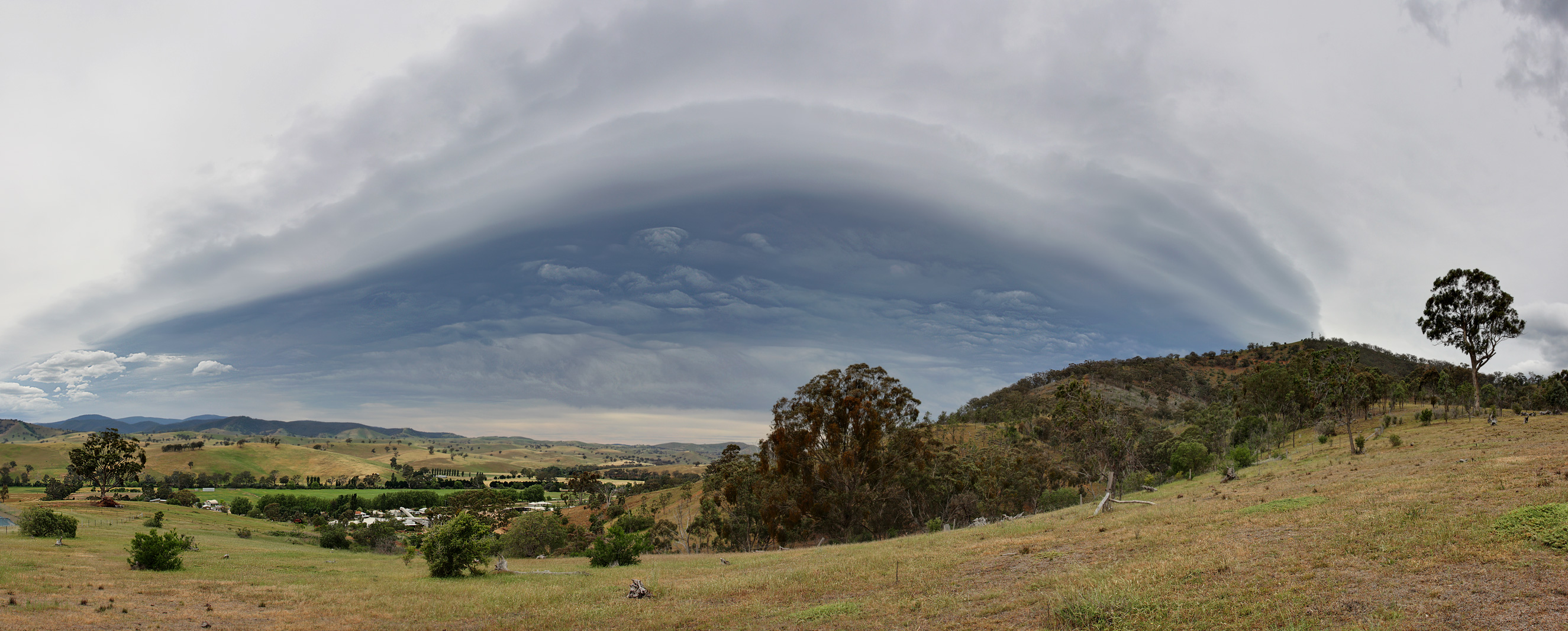
Ett arcusmoln.

Till ett moln kan även finnas andra kännetecken som antingen är sammanväxta med molnet eller finns i direkt anslutning till molnet. Det kan även finnas följemoln. Ett moln kan ha ett eller flera sådana ytterligare kännetecken eller följemoln.
De olika ytterligare kännetecknen och följemolnen är:
- arcus (arc) - "båge", moln med främre rundad del
- incus (inc) - "städ", cumulunibus med städ
- mamma (mam) - "juverformad", "påsig", nedhängande juver- eller bröstliknande utväxter
- pannus (pan) - "formad som ett tygstycke", "trasa", följemoln bestående av sönderrivna moln under huvudmolnet
- pileus (pil) - "hätta", följemoln i form av en liten hätta med liten horisontell utsträckning
- praecipitatio (pra) - "regnande", nederbörd som når marken
- tuba (tub) - "trumpetformad", hängande molnpelare som avslöjar en virvel under molnet
- velum (vel) - "segelformad", följemoln bestående av ett slöjliknande moln hopsmält med övre delen av ett moln av cumulusform
- virga (vir) - "fallstrimmor", nederbörd som ej når marken

## Modermoln
Som en del i molnets utveckling kan det byta från ett huvudmolnslag till ett annat. Det ursprungliga huvudmolnslaget kallas då modermoln. Detta anges med huvudmolnslagets namn följt av genitus, exempelvis "Cirrus cumulonimbogenitus" (cirrus som bildats ur cumulonimbus).

## Övriga moln
Det finns moln som inte faller inom ramen för de tio huvudmolnslagen, men ändå noteras i den internationella molnatlasen. Det inkluderar bland annat moln som uppstår ovanför troposfären, som pärlemormoln och nattlysande moln. Pärlemormolnen uppstår i stratosfären, medan de nattlysande molnen uppstår i mesosfären.

## Inofficiella molntyper
Det finns inofficiella molntyper som inte har noterats av WMO i den internationella molnatlasen. Ett exempel är pyrocumulus.